# Kyle Waldrop (baseball, 1991)
Pour les articles homonymes, voir Kyle Waldrop (baseball, 1985) et Kyle Waldrop.
Kyle Michael Waldrop (né le 26 novembre 1991 à Fort Myers, Floride, États-Unis) est un joueur de champ extérieur des Reds de Cincinnati de la Ligue majeure de baseball.

## Carrière
Kyle Waldrop est repêché au 12e tour de sélection par les Reds de Cincinnati en 2010. Il repousse une offre pour jouer au football américain à l'université du Sud de la Floride et signe en août 2010 un premier contrat professionnel pour 500 000 dollars avec Cincinnati.
Waldrop fait ses débuts dans le baseball majeur avec Cincinnati le 2 août 2015 comme frappeur suppléant face aux Pirates de Pittsburgh